# East Moriches
East Moriches è una borgata (hamlet), e un Census-designated place, nella Contea di Suffolk, stato di New York. Esso fa parte della città di Brookhaven.

## Storia
La località è salita all'onore delle cronache il 17 luglio 1996, allorché un  Boeing 747-131 della TWA, operante il Volo TWA 800, esplose 12 minuti dopo il decollo dall'Aeroporto Internazionale John F. Kennedy di New York, e precipitò nell'Oceano Atlantico al largo di East Moriches; tutte le 230 persone a bordo (passeggeri ed equipaggio) morirono nell'incidente.